# Стоктон (Вісконсин)
Стоктон (англ. Stockton) — місто (англ. town) в США, в окрузі Портедж штату Вісконсин. Населення — 3018 осіб (2020).

## Демографія
Згідно з переписом 2010 року, у місті мешкало 2917 осіб у 1087 домогосподарствах у складі 873 родин. Було 1126 помешкань
Расовий склад населення:
| - 98,1 % — білих - 0,5 % — азіатів - 0,2 % — корінних американців - 0,1 % — чорних або афроамериканців |

До двох чи більше рас належало 0,5 %. Частка іспаномовних становила 1,8 % від усіх жителів.
За віковим діапазоном населення розподілялося таким чином: 24,6 % — особи молодші 18 років, 64,0 % — особи у віці 18—64 років, 11,4 % — особи у віці 65 років та старші. Медіана віку мешканця становила 42,1 року. На 100 осіб жіночої статі у місті припадало 111,4 чоловіків;  на 100 жінок у віці від 18 років та старших — 110,3 чоловіків також старших 18 років.
Середній дохід на одне домашнє господарство  становив 78 518 доларів США (медіана — 67 500), а середній дохід на одну сім'ю — 83 676 доларів (медіана — 80 259). Медіана доходів становила 52 727 доларів для чоловіків та 39 063 долари для жінок. За межею бідності перебувало 4,2 % осіб, у тому числі 1,7 % дітей у віці до 18 років та 7,0 % осіб у віці 65 років та старших.
Цивільне працевлаштоване населення становило 1508 осіб. Основні галузі зайнятості: освіта, охорона здоров'я та соціальна допомога — 24,1 %, виробництво — 16,4 %, роздрібна торгівля — 10,6 %, фінанси, страхування та нерухомість — 10,6 %.